# Festival de Naples 1956
Le quatrième festival de la chanson napolitaine s'est tenu à Naples du 21 au 23 juin 1956,.

## Charts, chansons et chanteurs
| Position | Chanson                   | Auteurs                            | Artiste                                           | Voti |
| -------- | ------------------------- | ---------------------------------- | ------------------------------------------------- | ---- |
| 1re      | Guaglione                 | (Nisa e Giuseppe Fanciulli)        | Aurelio Fierro - Grazia Gresi                     | 55   |
| 2e       | Suspiranno na canzone     | (E. De Mura - Renato Ruocco)       | Aurelio Fierro - Giacomo Rondinella               | 47   |
| 3e       | Dincello tu               | (G. Amendola)                      | Claudio Villa - Franco Ricci                      | 33   |
| 4e       | Manname nu raggio 'e sole | (Tito Manlio e L. Benedetto)       | Antonio Basurto - Nunzio Gallo                    | 25   |
| 5e       | Nun t'addurmì             | (Francesco Saverio Mangieri)       | Giacomo Rondinella e Claudio Villa                | 25   |
| 6e       | Passione amara            | (G. Marotta e G. Rossetti)         | Franco Ricci - Claudio Villa                      | 22   |
| 7e       | 'E rrose d' 'o core       | (Roberto Fiore e Antonio Vian)     | Grazia Gresi - Tonina Torrielli                   | 18   |
| 8e       | Piccerella                | (P. Mendes e F. Falcocchio)        | Giacomo Rondinella - Claudio Villa e Mara Del Rio | 15   |
| 9e       | Chitarra mia napulitana   | (Ugo Calise e Carlo Alberto Rossi) | Tullio Pane - Nunzio Gallo                        | 12   |
| 10e      | Adduormete                | (A. Ciervo e M. Cambi)             | Tullio Pane e Tonina Torrielli                    | 9    |

### Non-finalistes
| Chanson                     | Auteurs                                     | Artiste                                                        |
| --------------------------- | ------------------------------------------- | -------------------------------------------------------------- |
| Luna nnammurata             | (C. Da Vinci e Pontevecchio)                | Nunzio Gallo - Tullio Pane                                     |
| Guardanno 'o mare           | (Aurino e A Staffelli)                      | Claudio Villa - Pina Lamara                                    |
| Tre rose rosse              | (A. Cesareo e N. Oliviero)                  | Antonio Basurto - Mara Del Rio                                 |
| Maggio senza rose           | (Vincenzo De Crescenzo e Furio Rendine)     | Giacomo Rondinella - Nunzio Gallo                              |
| Pota, po'                   | (Enzo Bonagura e D. Pirozzi)                | Franco Ricci e Pina Lamara - Aurelio Fierro e Mara Del Rio     |
| 'A quaterna                 | (Lopez e Colombini)                         | Aurelio Fierro - Antonio Basurto                               |
| La palummella               | (Vincenzo De Crescenzo e Furio Rendine)     | Antonio Basurto e Grazia Gresi - Aurelio Fierro e Mara Del Rio |
| Nun me guarda'              | (P. Mendes e Walter Malgoni)                | Claudio Villa - Tullio Pane                                    |
| Te voglio fa vasa'          | (Ruocco e Crutone)                          | Nunzio Gallo - Franco Ricci                                    |
| Peppeniello 'o trombettiere | (Ciro Grasso, Chiariello e Eduardo Alfieri) | Pina Lamara - Claudio Villa                                    |

## Orchestre
Dirigé par les maîtres Luigi Vinci et Mario Migliardi.